# Solaio serliano

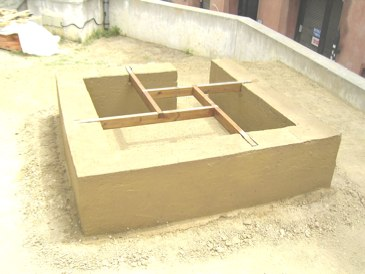
modellino del solaio serliano

Il solaio serliano è un tipo di solaio ligneo caratterizzato per essere costituito da travi  più corte del vano da coprire. Si tratta in realtà, più che di una tipologia ampiamente diffusa, di un modello teorico dovuto a Sebastiano Serlio e finalizzato a realizzare le strutture orizzontali in presenza di una carenza di assi di una determinata lunghezza, per mancanza di alberi di alto fusto da cui poterle ricavare. 
Nel caso di un vano quadrato, quattro travi lignee, poggianti una per lato e perpendicolari una all'altra, si collegano reciprocamente in una struttura collaborante, in cui ogni trave scarica sull'altra una parte del carico.